# Арагвиспири
Арагвиспири (груз. არაგვისპირი) — село в Грузии, в муниципалитете Душети края Мцхета-Мтианети. 

## География
Село расположено в центральной части края, в 8 километрах по прямой к востоку от центра муниципалитета Душети. Высота центра — 700 метров над уровнем моря.

## Население
По данным переписи населения 2014 года, в селе проживало 907 человек.
| Год  | Население | Мужчины | Женщины |
| ---- | --------- | ------- | ------- |
| 2002 | 1088      | 525     | 563     |
| 2014 | 907       | 468     | 439     |